# Proserpinus juanita
Proserpinus juanita är en fjärilsart som beskrevs av John Kern Strecker 1877. Proserpinus juanita ingår i släktet Proserpinus och familjen svärmare. Inga underarter finns listade i Catalogue of Life.

## Beskrivning

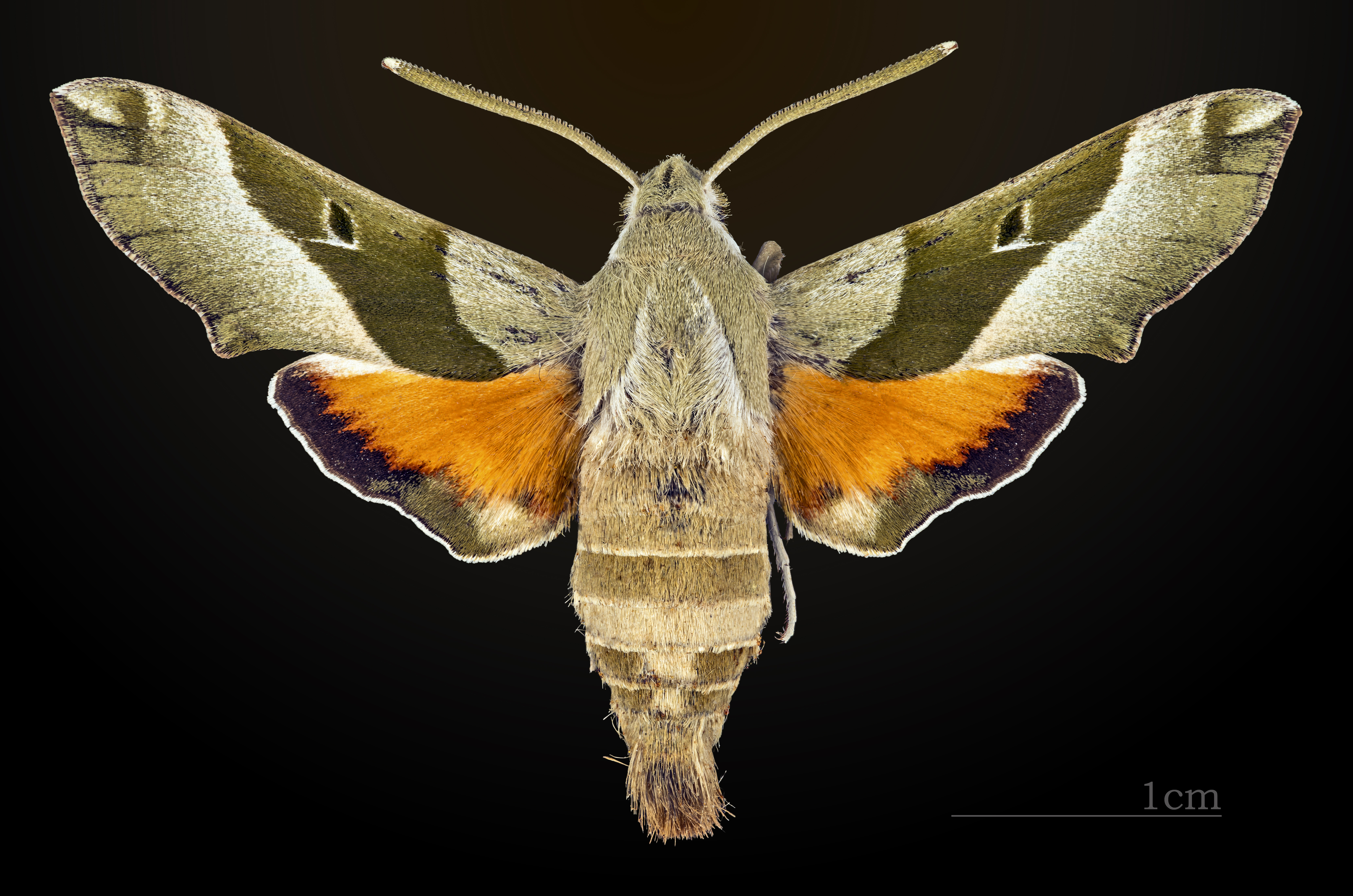
♂
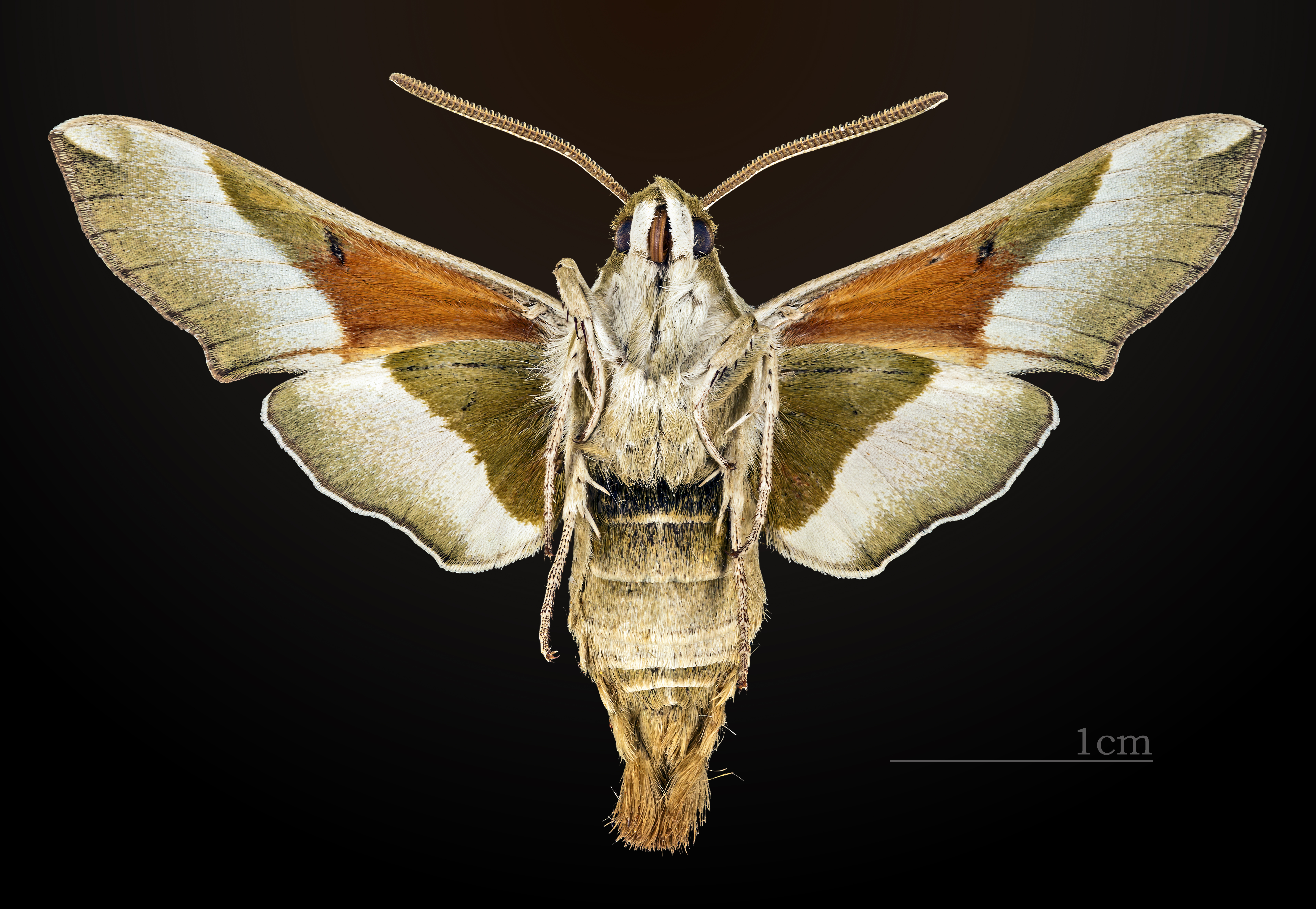
♂ △